# Matías Ferreira
Matías José Ferreira Guerrero (Dolores, departamento de Soriano, 21 de enero de 1994) es un futbolista uruguayo. Juega de defensor y su equipo actual es Colegiales, de la Primera Nacional de Argentina.

## Carrera

### Cerrito
Ferreira debutó en Cerrito el 7 de marzo de 2015 en el empate 0-0 ante Miramar Misiones, siendo titular. En su primera etapa en el Auriverde, el defensor disputó 10 partidos.

### Canadian
En 2016, se convirtió en refuerzo de Canadian, equipo de la Segunda División. Debutó el 24 de septiembre en la derrota ante Torque por 3-2. En su primera temporada convirtió dos goles: ambos frente a Tacuarembó, partido que terminó igualado 3-3.
Al año siguiente sería titular en casi todo el torneo, jugando 19 partidos de 28 posibles. Convirtió un gol, frente a Progreso en la goleada por 1-5 del 14 de octubre. Sin embargo, Canadian no logró mantener la categoría y descendió esa temporada a la Segunda B Nacional. El nacido en Dolores se despidió del equipo de Montevideo con 29 partidos jugados y tres goles.

### Regreso a Cerrito
Para 2018, se convirtió en refuerzo de Cerrito y comenzó su segunda etapa en el club. Su regreso se hizo efectivo el 10 de marzo, cuando fue titular en la goleada sufrida a manos de Rentistas por 4-1. Durante su primer año tras la vuelta, Ferreira jugó 19 partidos.
Luego de un 2019 donde no tuvo mucha participación (apenas 6 partidos jugados), Ferreira retornó al equipo titular en 2020 y consiguió ser campeón de la Segunda División y ascender a Cerrito a la Primera División de Uruguay luego de 8 años. El central jugó 20 partidos de 22, siendo importante en el plantel para su consagración.
Su debut en Primera División ocurrió el 17 de mayo de 2021, cuando Cerrito venció por 3 a 1 a River Plate, convirtiendo el segundo tanto del partido. La actuación de Cerrito fue meritoria para un equipo recién ascendido, quedando a tan solo dos puntos de clasificar a la Copa Sudamericana. Ferreira, por su parte, jugó 23 partidos y convirtió un tanto.

### Instituto
Sus buenas actuaciones en su país natal lograron captar la atención de Instituto, equipo de la Primera Nacional, segunda categoría del fútbol argentino. Debutó en el extranjero el 13 de febrero de 2022 en el empate 1-1 contra Estudiantes de Río Cuarto, ingresando a los 40 minutos del segundo tiempo por Sebastián Corda. Convirtió su único gol en la temporada en la goleada 0-4 ante Ramón Santamarina, jugado el 17 de junio.
Ante la lesión de Ezequiel Parnisari en el partido de ida de la final por el segundo ascenso a la Primera División de Argentina, Ferreira fue titular en el partido de vuelta y, en campo, celebró el ascenso a la máxima categoría luego de empatar 1-1 contra Estudiantes. El uruguayo disputó 15 partidos durante el torneo.

### Delfín
A pesar de no tener mucha continuidad en el fútbol argentino, desembarcó en Delfín de la Serie A de Ecuador. Debutó 27 de febrero en el empate 1-1 frente a Orense. Se dio el lujo de debutar en un torneo internacional, cuando jugó por Copa Sudamericana ante Liga de Quito, aunque Delfín perdió 4-0. Su estadía en Ecuador dejó un saldo de 14 encuentros disputados.

### Quilmes
Volvió a la Argentina, esta vez para vestir los colores de Quilmes, también participante de la Primera Nacional. Firmó a préstamo hasta diciembre de 2024, con opción de compra.

## Estadísticas

### Clubes
Actualizado al último partido disputado el 25 de julio de 2025.
| Club                   | Div.          | Temporada     | Liga  | Liga  | Copas nacionales | Copas nacionales | Copas internacionales | Copas internacionales | Total | Total |
| Club                   | Div.          | Temporada     | Part. | Goles | Part.            | Goles            | Part.                 | Goles                 | Part. | Goles |
| ---------------------- | ------------- | ------------- | ----- | ----- | ---------------- | ---------------- | --------------------- | --------------------- | ----- | ----- |
| Cerrito Uruguay        | 2.ª           | 2015          | 10    | 0     | —                | —                | —                     | —                     | 10    | 0     |
| Cerrito Uruguay        | Total club    | Total club    | 10    | 0     | 0                | 0                | 0                     | 0                     | 10    | 0     |
| Canadian Uruguay       | 2.ª           | 2016          | 10    | 2     | —                | —                | —                     | —                     | 10    | 2     |
| Canadian Uruguay       | 2.ª           | 2017          | 19    | 1     | —                | —                | —                     | —                     | 19    | 1     |
| Canadian Uruguay       | Total club    | Total club    | 29    | 3     | 0                | 0                | 0                     | 0                     | 29    | 3     |
| Cerrito Uruguay        | 2.ª           | 2018          | 19    | 0     | —                | —                | —                     | —                     | 19    | 0     |
| Cerrito Uruguay        | 2.ª           | 2019          | 6     | 0     | —                | —                | —                     | —                     | 6     | 0     |
| Cerrito Uruguay        | 2.ª           | 2020          | 20    | 0     | —                | —                | —                     | —                     | 20    | 0     |
| Cerrito Uruguay        | 1.ª           | 2021          | 23    | 1     | —                | —                | —                     | —                     | 23    | 1     |
| Cerrito Uruguay        | Total club    | Total club    | 68    | 1     | 0                | 0                | 0                     | 0                     | 68    | 1     |
| Instituto Argentina    | 2.ª           | 2022          | 15    | 1     | —                | —                | —                     | —                     | 15    | 1     |
| Instituto Argentina    | Total club    | Total club    | 15    | 1     | 0                | 0                | 0                     | 0                     | 15    | 1     |
| Delfín Ecuador         | 1.ª           | 2023          | 14    | 0     | —                | —                | 1                     | 0                     | 15    | 0     |
| Delfín Ecuador         | Total club    | Total club    | 14    | 0     | 0                | 0                | 1                     | 0                     | 15    | 0     |
| Quilmes Argentina      | 2.ª           | 2024          | 32    | 1     | 0                | 0                | —                     | —                     | 32    | 1     |
| Quilmes Argentina      | Total club    | Total club    | 32    | 1     | 0                | 0                | 0                     | 0                     | 32    | 1     |
| Rayo Zuliano Venezuela | 1.ª           | 2025          | 5     | 0     | —                | —                | —                     | —                     | 5     | 0     |
| Rayo Zuliano Venezuela | Total club    | Total club    | 5     | 0     | 0                | 0                | 0                     | 0                     | 5     | 0     |
| Colegiales Argentina   | 2.ª           | 2025          | 2     | 0     | 0                | 0                | —                     | —                     | 2     | 0     |
| Colegiales Argentina   | Total club    | Total club    | 2     | 0     | 0                | 0                | 0                     | 0                     | 2     | 0     |
| Total carrera          | Total carrera | Total carrera | 175   | 6     | 0                | 0                | 1                     | 0                     | 176   | 6     |
| 1.                     |               |               |       |       |                  |                  |                       |                       |       |       |

## Palmarés

### Campeonatos nacionales
| Título                      | Club                  | País    | Año  |
| --------------------------- | --------------------- | ------- | ---- |
| Segunda División de Uruguay | Club Sportivo Cerrito | Uruguay | 2020 |